# Arak Pacha
Arak Pacha es un grupo chileno de música andina formado en la ciudad de Arica en 1980.

## Historia
Los fundadores de Arak Pacha fueron seis jóvenes nortinos, cuatro ariqueños y dos iquiqueños: Johnny Pérez, Oscar Nievas, José Luis Gamboa, José Santos, Juan Flores y Jaime Vizcarra (†2006). El nombre del conjunto nació de la búsqueda de una idea que tomara la raíz de la cosmovisión de la cultura andina, caracterizada por tres dimensiones o niveles espirituales; el Manquepacha, el Akapacha y el Arakpacha, escogiendo este último que corresponde al mundo espiritual superior, donde habitan los espíritus y las divinidades. 
Después de participar en una gira artística por algunos países vecinos como Perú y una estadía de un año en Guayaquil, Ecuador; emigran a Santiago de Chile donde se les suman algunos nuevos integrantes como José Segovia "Patara" y Arturo Garrido, así, la banda reinicia su carrera en el local del Café del Cerro. Fue en ese lugar donde fueron escuchados por Carlos Necochea, productor musical del sello Alerce, quien les propone grabar su primer disco. Fueron invitados por esta razón al evento folklórico más importante de la época: "La Gran Noche del Folklore" en el Teatro Caupolicán.
Sus pasos no se detuvieron y la televisión de la época muy pronto les dio alcance y su apertura mediática empezó a tomar fuerza en la difusión masiva de su música. Participaron en programas tales como: Chilenazo de Canal 11, Sábados Gigantes de Canal 13, entre otros, además de festivales como: El Huaso del Olmué, La voz de Coyhaique, y un sinnúmero de eventos regionales en todo el país.
Arak Pacha tuvo un receso de algunos años, período en el cual algunos de sus integrantes se unieron al grupo Guamary, cultivando un estilo andino más cercano a la fusión, con esta agrupación participan en producciones como "Konacurmi" y "Tupac Amaru 500 años".
No obstante, el alma del grupo seguía latente y permanentemente recordado por muchos amantes de la música andina. Es así como algunos integrantes históricos vuelven a dar vida a la leyenda de Arak Pacha. Luego de algunos años, a fines de los '90, el conjunto liderado en ese entonces por José Segovia "Patara" regresa cultivando su estilo rústico, auténtico y de calidad musical andina entregando un fuerte número de presentaciones en Chile, especialmente en la Coordinadora Nacional Indianista, ubicada en la capital, lugar donde encuentran cabida y apoyo a muchas otras agrupaciones que cultivan el folclore latinoamericano. 
Durante 2003, se une al conjunto Eric Maluenda, integrante por más de veinte años de otro grupo de gran prestigio, Illapu. Maluenda aporta toda su experiencia en dar nuevos bríos a la agrupación, regresando al estudio de grabación para registrar una nueva producción. Lamentablemente, Eric Maluenda falleció en octubre de 2005, tras una larga afección cardíaca. Pese al lamentable suceso, Arak Pacha continuó produciendo nuevos temas, que conformaron el disco "Inmortal" (2006) donde se reunió el legado dejado por Eric Maluenda.
El año 2007 reciben el Premio Altazor a las Artes, mención Música Tradicional y de Raíz Folclórica, un galardón al que también postulaban Illapu e Inti Illimani. 
Durante el año 2011 lanzan la producción Antología I, que incluye una compilación de temas clásicos del grupo vueltos a grabar con la misma calidad musical, pero con la tecnología de registro actual.
Manteniendo siempre como bandera de lucha la indianidad y la defensa de la Madre Tierra, Arak Pacha continúa entregando permanentemente su arte a las nuevas generaciones.

## Integrantes

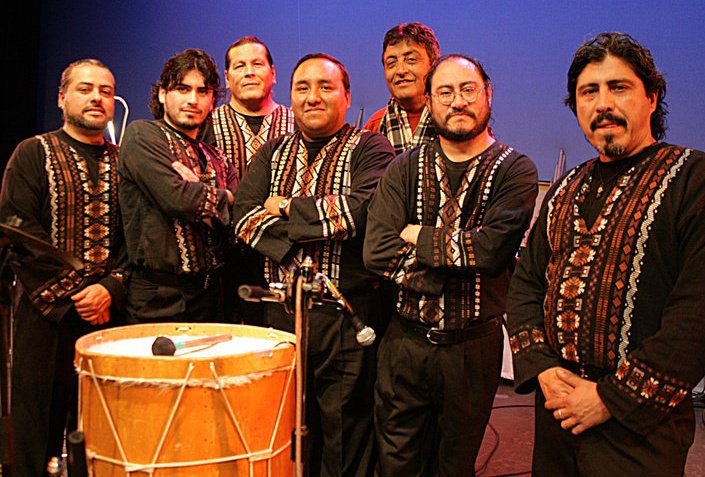
Arak Pacha 2011

### Formación actual
- Arturo Garrido Fuentes (años 1980–hoy): voz, zampoñas, quena, quenacho, percusión, guitarra.
- Patricio Arroyo Morales (1990, 1998–hoy): charango, guitarra, tiple.
- Jeyson Matus Reyes (2010-hoy): bajo, quenacho.
- Hernan Arriagada (2021 -hoy): voz, guitarra, mandolina.
- Bryan Fuentes Astorga (2020 - hoy): Voz, quena, zampoñas, mandolina, saxofón, percusiones.
- Marco Campos Elias (2019-hoy): voz,quena,zampoñas,quenacho,charango, percusión.
- Andres Lopez (2003-hoy): Violin, cuerdas,percusión,zampoña
- José «Patara» Segovia: declamaciones

### Antiguos miembros[1]
- Franco Cabello Codocedo (2012-†2019): quena, zampoñas, percusión.
- Sergio «Checho» Ramírez: voz, guitarra (1999–?)
- Moisés «Moncho» Figueroa: voz, zampoña (1999–2012)
- Eric Maluenda: voz contra alto, guitarra y percusión (2003–2005)
- Claudio Garrido (2005): voz, guitarra
- José Arturo «Chino» López: saxo y percusión (2004)
- Felipe Tobar: Violín (2007-2010)
- Pablo Ponce: voz contra tenor, zampoñas, quena, quenacho, percusión, (2014)
- Carlos Cabezas González: Charango, Guitarra (1991-1994)
- Patricio Quilodrán: Charango Tiple.
- Gabriel Segovia: Quena, Zampoña, Bajo, Guitarra, mandolina, Voz.
- Juan Flores: Quena, Zampoña, Guitarra, Tiple, voz. FUNDADOR.
- Jose Luis Gamboa:  Zampoña, Quena, Voz. FUNDADOR.
- Victor Contreras:  Quena, zampoña
- Jose Miguel Méndez: Voz, guitarra
- Patricio Pincheira Morales: Guitarra, bajo, Zampoñas

## Discografía
- 1984: Arak Pacha
- 1987: Por los Senderos del Indio
- 1989: Urusa Purk'iwa
- 1995: No se Llevaron el Sol
- 2006: Inmortal (Album)
- 2011: Antología: Volumen 1

## Otras producciones
- 2007 - Antología (DVD)
- 2000 - Con la fuerza del sol (vídeo)
- 1993 - (Guamary) Conakurmi
- 1992 - (Guamary) Tupac Amaru, 500 años
- 1992 - Fortaleza Aymara, con Markamaru en vivo
- 1984 - Himno de los pueblos indígenas, canción parte del álbum recopilatorio Segundo festival de música indígena